# 2010 TJ
2010 TJ é um corpo menor que está localizado no disco disperso, uma região do Sistema Solar. Ele possui uma magnitude absoluta de 5,0 e tem um diâmetro assumido de cerca de 440 km, o que faz dele num candidato com possível chance de aumentar a lista oficial de planetas anões.

## Descoberta
2010 TJ foi descoberto no dia 2 de outubro de 2010 pelos astrônomos D. L. Rabinowitz, M. Schwamb e S. Tourtellotte.

## Órbita
A órbita de 2010 TJ tem uma excentricidade de 0,362 e possui um semieixo maior de 62,584 UA. O seu periélio leva o mesmo a uma distância de 39,915 UA em relação ao Sol e seu afélio a 85,253 UA.